# Sami Pajari
Sami Pajari (Lahti, Región de Päijänne Tavastia, Finlandia, 1 de diciembre de 2001) es un piloto de rally finlandés que actualmente compite en el Campeonato Mundial de Rally a bordo de un Toyota GR Yaris Rally1 del Toyota Gazoo Racing WRT.

## Trayectoria
Sami Pajari hizo su debut en el Campeonato Mundial de Rally en el Rally de Finlandia de 2019 corriendo con un Ford Fiesta R2T19 del Team Flying Finn, el equipo de la Flying Finn Academy. Copilotado por su compatriota Antti Haapala, Pajari rodaba en la cuarta posición a muy pocos segundos del podio en el JWRC hasta la decimosexta etapa en la cual se vio obligado a retirarse al salirsele un rueda. 
En 2020, Pajari dio el salto al mundial participando del JWRC con el Team Flying Finn como premio al haber ganado la categoría SM3 del campeonato finlandés. Comenzó su temporada con un cuarto puesto en el Rally de Suecia antes del parate debido a la pandemia de Covid-19. En el reinicio del campeonato, Pajari consiguió su primer podio en el JWRC al terminar segundo en el Rally de Estonia. En las dos siguientes pruebas no pudo volver a subir al podio pero al menos logró terminar en el top cinco en Cerdeña (5.º) y Monza (4.º). Pajari terminó su primera temporada en el JWRC en la tercera posición con 66 puntos.
Pajari se mantuvo en el JWRC en 2021 pero en esta temporada sin el paraguas de la Federación de Finlandia de Rally: esta temporada piloto el Ford Fiesta Rally4 del equipo Porvoon Autopalvelu. En esta temporada se vio una evolución en su pilotaje gracias a la experiencia adquirida la temporada anterior: en Croacia, Pajari terminó en la sexta posición en un rally para olvidar debido a que en la tercera especial dio varias vueltas de campana, a pasar del accidente pudo continuar perdiendo mucho tiempo y no pudiendo luchar por la victoria. Luego de Croacia, Pajari no se bajo del podio: terminó los siguientes cuatro rallyes, primero o segundo, en Portugal terminó en la segunda posición previo a conseguir su primera victoria en la categoría en el Rally de Estonia. En Ypres, Pajari terminó segundo en lo que fue su primer podio sobre asfalto en lo que fue la previa de su segunda victoria de la temporada y primera sobre asfalto en el Rally Cataluña. Con la victoria en Cataluña, Sami Pajari se consagró campeón del mundo júnior, siendo el primer finlandés en ganar este campeonato y el más joven en conseguirlo en la última temporada del JWRC.
En 2022, Pajari dio el salto al WRC-3 a bordo de un Ford Fiesta Rally3. En el primer rally de la temporada en Montecarlo, Pajari se impuzo en una lucha muy cerrada al checo Jan Černý por solo 7.6 segundos, consiguiendo así su primera victoria en el WRC-3.
El 5 de enero de 2024 se hizo oficial que Pajari junto a su copiloto Enni Mälkönen pilotarán uno de los flamantes Toyota GR Yaris Rally2 en la temporada 2024 del WRC-2 enrolados en las filas del Printsport Racing.

## Palmarés

### Títulos
| Año  | Título                     | Automóvil              | Copiloto       |
| ---- | -------------------------- | ---------------------- | -------------- |
| 2021 | Campeonato Mundial Júnior  | Ford Fiesta Rally4     | Marko Salminen |
| 2024 | World Rally Championship 2 | Toyota GR Yaris Rally2 | Enni Mälkönen  |

### Victorias

#### Victorias en el WRC-2
| # | Rally                           | Temp. | Copiloto      | Automóvil              |
| - | ------------------------------- | ----- | ------------- | ---------------------- |
| 1 | 72st Secto Rally Finland        | 2023  | Enni Mälkönen | Škoda Fabia RS Rally2  |
| 2 | 21º Rally d'Italia Sardegna     | 2024  | Enni Mälkönen | Toyota GR Yaris Rally2 |
| 3 | 80. Orlen Rally Poland          | 2024  | Enni Mälkönen | Toyota GR Yaris Rally2 |
| 4 | 68. EKO Acropolis Rally of Gods | 2024  | Enni Mälkönen | Toyota GR Yaris Rally2 |

#### Victorias en el WRC-3
| # | Rally                               | Temp. | Copiloto      | Automóvil          |
| - | ----------------------------------- | ----- | ------------- | ------------------ |
| 1 | 90ème Rallye Automobile Monte-Carlo | 2022  | Enni Mälkönen | Ford Fiesta Rally3 |
| 2 | 55.º Vodafone Rally de Portugal     | 2022  | Enni Mälkönen | Ford Fiesta Rally3 |
| 3 | 12. WRC Rally Estonia               | 2022  | Enni Mälkönen | Ford Fiesta Rally3 |

#### Victorias en el JWRC
| # | Rally                                   | Temp. | Copiloto       | Automóvil          |
| - | --------------------------------------- | ----- | -------------- | ------------------ |
| 1 | 11. Rally Estonia                       | 2021  | Marko Salminen | Ford Fiesta Rally4 |
| 2 | 56. RallyRACC Catalunya - Costa Daurada | 2021  | Marko Salminen | Ford Fiesta Rally4 |

## Resultados

### Campeonato Mundial de Rally
| Año  | Equipo                    | Automóvil              | 1       | 2      | 3       | 4       | 5       | 6      | 7      | 8      | 9       | 10      | 11     | 12      | 13     | 14    | Pos. | Puntos |
| ---- | ------------------------- | ---------------------- | ------- | ------ | ------- | ------- | ------- | ------ | ------ | ------ | ------- | ------- | ------ | ------- | ------ | ----- | ---- | ------ |
| 2019 | Team Flying Finn          | Ford Fiesta R2T19      | MON     | SWE    | MEX     | FRA     | ARG     | CHL    | POR    | ITA    | FIN Ret | GER     | TUR    | GBR     | ESP    | AUS C | NC   | 0      |
| 2020 | Team Flying Finn          | Ford Fiesta Rally4     | MON     | SWE 29 | MEX     | EST 29  | TUR     | ITA 44 | MNZ 71 |        |         |         |        |         |        |       | NC   | 0      |
| 2021 | Sami Pajari               | Ford Fiesta Rally4     | MON     | ART 28 |         |         |         |        |        |        |         |         |        |         |        |       | NC   | 0      |
| 2021 | Porvoon Autopalvelu       | Ford Fiesta Rally4     |         |        | CRO 25  | POR 28  | ITA     | SAF    | EST 21 | BEL 21 | GRE     | FIN     | ESP 28 | MNZ     |        |       | NC   | 0      |
| 2022 | Sami Pajari               | Ford Fiesta Rally3     | MON 22  | SWE 31 | CRO Ret | POR 17  |         | SAF    | EST 16 |        | BEL 53  | GRE 43  | NZL    |         |        |       | NC   | 0      |
| 2022 | Sami Pajari               | Škoda Fabia Rally2 Evo |         |        |         |         | ITA 12  |        |        | FIN 21 |         |         |        | ESP 17  |        |       | NC   | 0      |
| 2022 | Toksport WRT              | Škoda Fabia Rally2 Evo |         |        |         |         |         |        |        |        |         |         |        |         | JPN 11 |       | NC   | 0      |
| 2023 | Toksport WRT              | Škoda Fabia RS Rally2  | MON WD  | SWE 10 | MEX     | CRO 13  | POR 22  | ITA 29 | SAF    | EST 10 |         |         |        |         |        |       | 17.º | 12     |
| 2023 | Toksport WRT 2            | Škoda Fabia RS Rally2  |         |        |         |         |         |        |        |        | FIN 7   | GRE Ret | CHL 8  | EUR 13  | JPN    |       | 17.º | 12     |
| 2024 | Printsport                | Toyota GR Yaris Rally2 | MON 12  | SWE 6  | SAF     | CRO 10  | POR Ret | ITA 6  | POL 9  | LAT 12 |         | GRE 4   |        |         | JPN 8  |       | 10.º | 44     |
| 2024 | Toyota Gazoo Racing WRT   | Toyota GR Yaris Rally1 |         |        |         |         |         |        |        |        | FIN 4   |         | CHL 6  | EUR Ret |        |       | 10.º | 44     |
| 2025 | Toyota Gazoo Racing WRT 2 | Toyota GR Yaris Rally1 | MON Ret | SWE 7  | SAF 4   | ESP Ret | POR 7   | ITA 7  | GRE    | EST    | FIN     | PAR     | CHL    | EUR     | JPN    | SAU   | 8.º  | 31     |

- * Temporada en curso.

### WRC-2
| Año  | Equipo         | Automóvil              | 1   | 2     | 3   | 4     | 5       | 6      | 7     | 8      | 9     | 10      | 11    | 12    | 13    | Pos. | Puntos |
| ---- | -------------- | ---------------------- | --- | ----- | --- | ----- | ------- | ------ | ----- | ------ | ----- | ------- | ----- | ----- | ----- | ---- | ------ |
| 2022 | Sami Pajari    | Škoda Fabia Rally2 Evo | MON | SWE   | CRO | POR   | ITA 5   | SAF    | EST   | FIN 10 | BEL   | GRE     | NZL   | ESP 7 |       | 13.º | 30     |
| 2022 | Toksport WRT   | Škoda Fabia Rally2 Evo |     |       |     |       |         |        |       |        |       |         |       |       | JPN 5 | 13.º | 30     |
| 2023 | Toksport WRT   | Škoda Fabia RS Rally2  | MON | SWE 3 | MEX | CRO 5 | POR     | ITA 19 | SAF   | EST 2  |       |         |       |       |       | 7.º  | 86     |
| 2023 | Toksport WRT 2 | Škoda Fabia RS Rally2  |     |       |     |       |         |        |       |        | FIN 1 | GRE Ret | CHL 3 | EUR   | JPN   | 7.º  | 86     |
| 2024 | Printsport     | Toyota GR Yaris Rally2 | MON | SWE 2 | SAF | CRO   | POR Ret | ITA 1  | POL 1 | LAT 3  | FIN   | GRE 1   | CHL   | EUR   | JPN 2 | 1.º  | 126    |

- * Temporada en curso.

### WRC-3
| Año  | Equipo      | Automóvil          | 1     | 2     | 3       | 4     | 5   | 6   | 7     | 8   | 9   | 10  | 11  | 12  | 13  | Pos. | Puntos |
| ---- | ----------- | ------------------ | ----- | ----- | ------- | ----- | --- | --- | ----- | --- | --- | --- | --- | --- | --- | ---- | ------ |
| 2022 | Sami Pajari | Ford Fiesta Rally3 | MON 1 | SWE 4 | CRO Ret | POR 1 | ITA | SAF | EST 1 | FIN | BEL | GRE | NZL | ESP | JPN | 2.º  | 87     |

- * Temporada en curso.

### JWRC
| Año  | Equipo              | Automóvil          | 1     | 2     | 3     | 4       | 5     | Pos. | Puntos |
| ---- | ------------------- | ------------------ | ----- | ----- | ----- | ------- | ----- | ---- | ------ |
| 2019 | Team Flying Finn    | Ford Fiesta R2T19  | SWE   | FRA   | ITA   | FIN Ret | GBR   | 17.º | 2      |
| 2020 | Team Flying Finn    | Ford Fiesta Rally4 | SWE 4 | EST 2 | ITA 5 | MNZ 4   |       | 3.º  | 66     |
| 2021 | Porvoon Autopalvelu | Ford Fiesta Rally4 | CRO 6 | POR 2 | EST 1 | BEL 2   | ESP 1 | 1.º  | 145    |

| Predecesor: Tom Kristensson   | Campeón del JWRC 2021  | Sucesor: William Creighton |
| Predecesor: Andreas Mikkelsen | Campeón del WRC-2 2024 | Sucesor: Campeón vigente   |